# Lamač
| Lamač               | Lamač                |
| ------------------- | -------------------- |
| Lamač               |                      |
| Grb                 | Karta                |
|                     |                      |
| Opći podaci         |                      |
| Kraj:               | Bratislavský         |
| Okrug:              | Bratislava IV        |
| Regija:             | Bratislava i okolica |
| Nadmorska visina:   | m                    |
| Površina:           | 6,54 km²             |
| Stanovništvo:       | 7 200 (2005.)        |
| Gustoća:            | stan./km2            |
| Statistički kôd:    |                      |
| Registarska oznaka: | BA                   |
| Poštanski broj:     | 841 03               |
| Pozivni broj:       | 02                   |
| Stranica:           | www.lamac.sk         |
| Načelnik:           | Lukáš Baňacký        |

Lamač (njemački: Blumenau/Lamatsch, mađarski: Lamacs) je gradska četvrt u Bratislavi. Ovo je najmanja četvrt Bratislave.
Prvi pisan spomen ovog mjesta datira iz 1240. godine, spominjući njemačko naselje. Ovo selo uništila je turska vojska tijekom prve opsade Beča. U 16. stoljeću ovdje su se naselili Hrvati koji su bježali pred turskim osvajačima. Ovo selo je spaljeno za vrijeme zadnje bitke u austrijsko-pruskom ratu koja se zbila 22. srpnja 1866. godine.
Lamač je službeno postao dio Bratislave 1946. godine.

## Podjela
Mjesto se neslužbeno dijeli na dva dijela:
- Podháj
- Rázsochy